# Екатерина Болгарская
Екатерина Болгарская (XI век, Болгария — 1063, Византия) — дочь царя Болгарии Ивана Владислава; императрица Византии в браке с императором Исааком I Комнином и сорегент Константина X на некоторое время после отречения супруга в 1059 году.

## Биография
Дочь болгарского царя Ивана Владислава и его жены Марии, сестра Пресиана II и Алусиана.
Екатерину выдали замуж за Исаака Комнина. У них было как минимум двое детей:
- Мануил Комнин (ок. 1030 — 1042/57), был обручён с дочерью протоспафария Гелиоса[4].
- Мария Комнина (род. ок. 1034), известная красавица. Не вышла замуж и удалилась вместе с матерью в монастырь[5].

Став императором в 1057 году, Исаак сделал супругу августой. Через два года Исаак заболел и пришёл к выводу, что болезнь смертельна. Он отрёкся от престола 22 ноября 1059 года и назначил своим преемником Константина Дуку. Два года спустя он умер монахом в Студийском монастыре.
После отречения мужа Екатерина, по-видимому, некоторое время царствовала с Константином X, но в конце концов также удалилась в монастырь Мирелейон, взяв имя Ксения.